# Federico Chueca
Pío Estanislao Federico Chueca y Robres (Madrid, 5 de mayo de 1846-20 de junio de 1908) fue un compositor español autor de La Gran Vía (1886), junto con Joaquín Valverde. Chueca es uno de los máximos representantes del género chico (zarzuelas en un acto). Su irregular formación académica en lo musical queda eclipsada por su gran talento, intuición y gracia para la melodía y el ritmo.
Sus restos se encuentran en el cementerio de San Justo de Madrid.

## Biografía

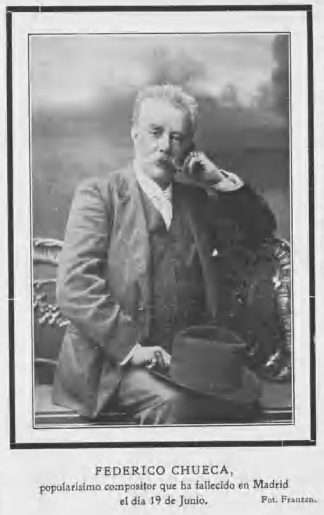
Federico Chueca fotografiado por Christian Franzen.

### Infancia y primera aparición
Federico Chueca nació en Madrid, en la plaza de la Villa (en la torre de los Lujanes), el 5 de mayo de 1846, segundo hijo de una familia acomodada, recibió clases de solfeo desde la enseñanza primaria, que cursó en un selecto colegio, pero su familia le obligó a abandonar la música para estudiar medicina, a pesar de que ya en 1855 sorprendía por su extraordinaria facilidad de ejecución al piano, que fue comentada en la prensa de la época. 
En 1866 fue detenido como participante en las manifestaciones estudiantiles contra el gobierno de Narváez. Mientras pasaba algunos días en la cárcel de San Francisco en Madrid, compuso varios valses que tituló Lamentos de un preso. Más tarde, Francisco Asenjo Barbieri ayudó a orquestar y dirigir las obras y su gran éxito convenció a Chueca a dejar la medicina y dedicarse a la música.
Trabajó como pianista y dirigió la orquesta del teatro Variedades. Se le considera un músico autodidacta. De hecho, fue más educado en las ciencias que en la música, sin embargo Chueca tenía un talento innato, una gracia con la melodía y el ritmo, que le llevaron a componer extraordinarias piezas musicales. Trabajó con varios colaboradores como Barbieri, Tomás Bretón, y sobre todo Joaquín Valverde, en muchas de sus obras.

## Obras: sainetes, revistas y zarzuelas

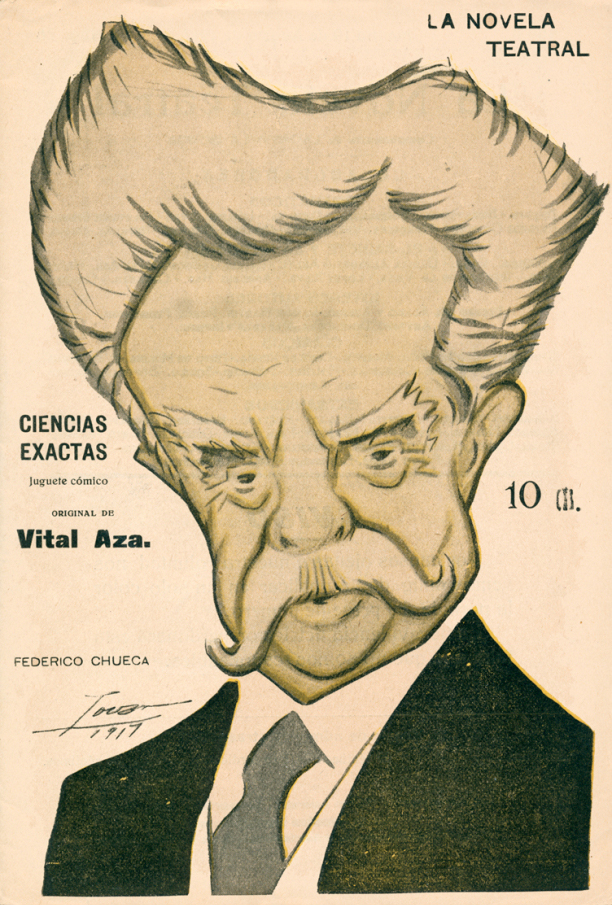
Chueca caricaturizado por Manuel Tovar (1917).

Se indica el título, los autores del libro y la fecha de estreno. A no ser que se indique lo contrario, la música de cada obra es fruto de la colaboración entre Federico Chueca y Joaquín Valverde.
- El sobrino del difunto. Libro de Salvador Lastra y Enrique Prieto (25 de agosto de 1875).
- Tres ruinas artísticas. Letra de Salvador Lastra (17 de julio de 1876).
- ¡A los toros!. Libro de Ricardo de la Vega (1 de agosto de 1877).
- ¡Bonito país!. Libro de Luis Santana y José María Isern. Música de Federico Chueca, Joaquín Valverde Durán y Tomás Bretón (25 de agosto de 1875).
- Los barrios bajos. Libro de Julio Nombela y José del Castillo (Teatro Apolo, 6 de febrero de 1878).
- La función de mi pueblo. Libro de Ricardo de la Vega (Teatro de la Comedia, 26 de marzo de 1878).

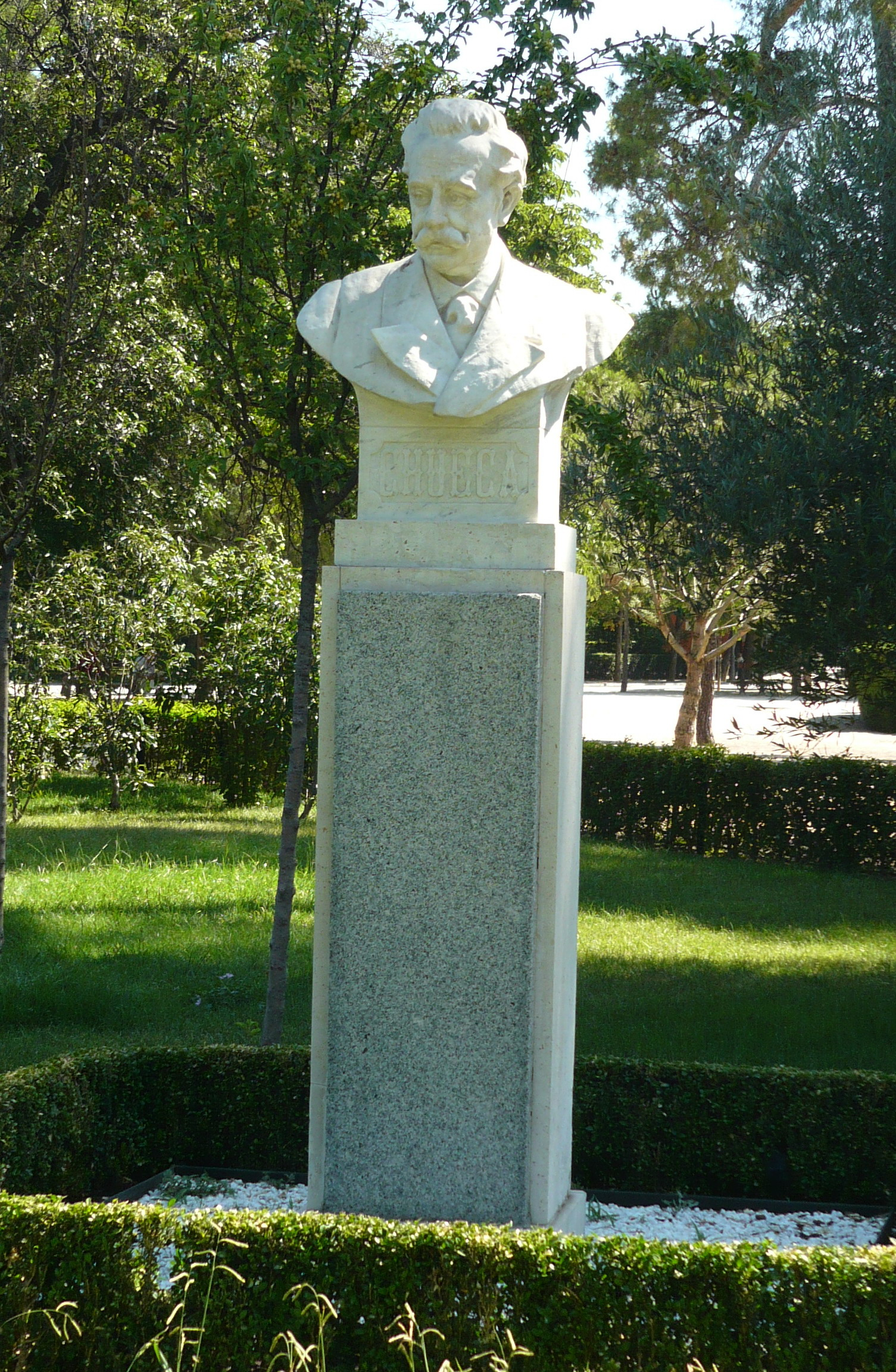
Monumento a Chueca en el parque de El Retiro de Madrid.

- R.R. Libro de Mariano Barranco (Teatro de la Alhambra, 27 de marzo de 1880). El título corresponde a las iniciales del cómico Ramón Rosell, que estrenó la obra.
- La canción de la Lola. Libro de Ricardo de la Vega (Teatro de la Alhambra, 25 de mayo de 1880). El título original, La camisa de la Lola, extraído de una canción popular, fue cambiado a petición del actor Emilio Mario quien, sin embargo, no participó en su estreno.
- Luces y sombras. Libro de Salvador Lastra, Andrés Ruesga y Enrique Prieto. (Teatro Variedades, 1 de febrero de 1882).
- La Plaza de Antón Martín. Libro de Salvador María Granés, Eusebio Sierra y Enrique Prieto. (Teatro Variedades, 24 de mayo de 1882).
- Fiesta nacional. Libro de Tomás Luceño y Javier de Burgos. (Teatro Variedades, 25 de noviembre de 1882).
- De la noche a la mañana. Libro de Salvador Lastra, Andrés Ruesga y Enrique Prieto. (Teatro Variedades, 4 de diciembre de 1883).
- ¡Hoy sale, hoy!. Libro de Tomás Luceño y Javier de Burgos. Música de Federico Chueca y Francisco Asenjo Barbieri. (Teatro Variedades, 16 de enero de 1884).
- Vivitos y coleando. Libro de Salvador Lastra, Andrés Ruesga y Enrique Prieto. (Teatro Variedades, 15 de marzo de 1884).
- Caramelo. Libro de Javier de Burgos. (Teatro Eslava, 19 de octubre de 1884).
- En la tierra como en el cielo. Libro de Salvador Lastra, Andrés Ruesga y Enrique Prieto. (Teatro Variedades, 14 de marzo de 1885).
- La Gran Vía. Libro de Felipe Pérez y González. (Teatro Felipe, 2 de julio de 1886).
- Cádiz. Libro de Javier de Burgos. (Teatro Felipe, 20 de noviembre de 1886).
- Madrid-Barcelona. Libro de Eloy Perillán i Buxó. (Teatro Principal, 11 de febrero de 1888).
- El año pasado por agua. Libro de Ricardo de la Vega. (Teatro Apolo, 1 de marzo de 1889).
- De Madrid a París. Libro de Eusebio Sierra y José Jackson. (Teatro Felipe, 12 de julio de 1889).
- El arca de Noé. Música de Federico Chueca. Libro de Enrique Prieto y Andrés Ruesga. (Teatro de la Zarzuela, 6 de febrero de 1890).
- El chaleco blanco. Música de Federico Chueca. Libro de Miguel Ramos Carrión. (Teatro Felipe, 26 de junio de 1890).
- La caza del oso o el tendero de comestibles. Música de Federico Chueca. Libro de José Jackson y Eusebio Sierra. (Teatro Apolo, 6 de marzo de 1891).
- El cofre misterioso. Música de Federico Chueca. Libro de Pina Domínguez. (Teatro Apolo, 26 de noviembre de 1892).
- Los descamisados. Música de Federico Chueca. Libro de Carlos Arniches y José López Silva. (Teatro Apolo, 31 de octubre de 1893).
- Las zapatillas. Música de Federico Chueca y orquestación de A. Saco del Valle. Libro de José Jackson. (Teatro Apolo, 5 de diciembre de 1895).
- El coche correo. Música de Federico Chueca. Libro de José López Silva y Carlos Arniches. (Teatro Apolo, 4 de abril de 1896).

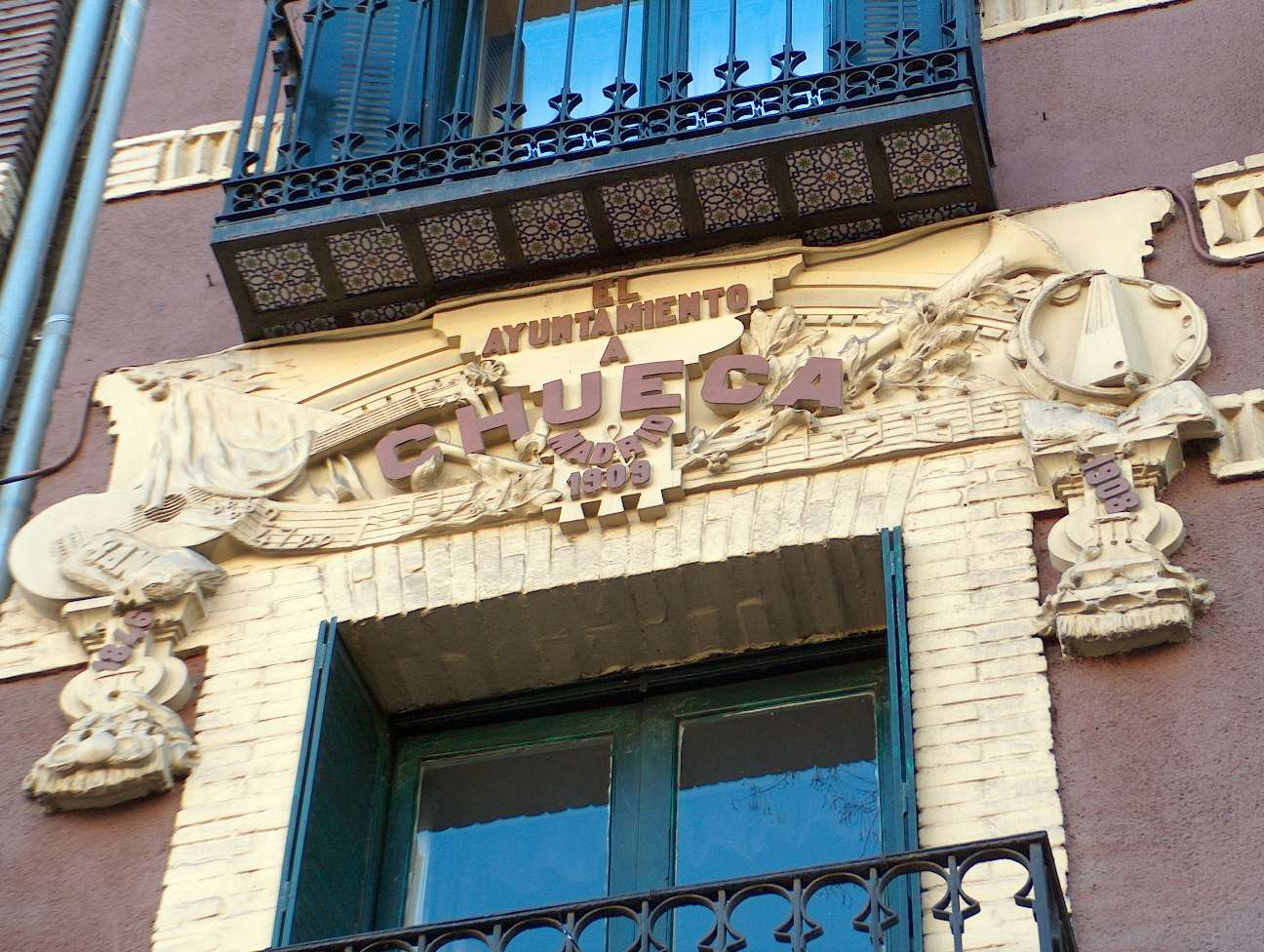
Placa en su domicilio madrileño (calle de Alcalá, 82).

- Agua, azucarillos y aguardiente. Música de Federico Chueca. Libro de Miguel Ramos Carrión. (Teatro Apolo, 23 de junio de 1897).
- Los arrastraos. Música de Federico Chueca. Libro de José López Silva y José Jackson. (Teatro Apolo, 27 de mayo de 1899).
- La alegría de la huerta. Música de Federico Chueca. Libro de Antonio Paso y Enrique García Álvarez. (Teatro Eslava, 20 de enero de 1900).
- El bateo (El bautizo). Música de Federico Chueca. Libro de Antonio Paso y Antonio Domínguez. (Teatro de la Zarzuela, 7 de noviembre de 1901).
- La corría de toros. Música de Federico Chueca. Libro de Antonio Paso y Diego Jiménez Prieto. (Teatro Eslava, 15 de diciembre de 1902).
- La borracha. Música de Federico Chueca. Libro de José Jackson y José López Silva. (Teatro Moderno, 10 de octubre de 1904).